# Joe Lolley
Joseph „Joe“ Lolley (* 25. August 1992 in Redditch) ist ein englischer Fußballspieler, der seit 2022 beim australischen Verein Sydney FC unter Vertrag steht.

## Karriere
Lolley begann bei Birmingham City mit dem Fußballspielen, bevor er 2008 in die Jugend der Bromsgrove Rovers wechselte. Im Jahr 2011 schloss er sich dem FC Littleton an, welcher in der Vorsaison den Aufstieg in die elftklassige Division One der Midland Football Combination schaffte. In zwei Jahren erzielte er 88 Tore in 83 Spielen und trug in seiner ersten Saison wesentlich zum Aufstieg in die zehnte Klasse bei. Im Juli 2013 unterschrieb Lolley einen Einjahresvertrag beim Conference Premier-Verein Kidderminster Harriers. In seinem letzten Ligaeinsatz gegen Salisbury City erzielte er außerdem einen Hattrick. In seinem letzten Spiel im FA Cup gegen den Drittligisten Peterborough United erzielte er den entscheidenden Treffer zum 3:2-Entstand, welcher seinem Team den überraschenden Aufstieg in die vierte Hauptrunde ermöglichte. Bereits kurz zuvor erhielt Kidderminster ein Transferangebot für Lolley von Peterborough, welches er jedoch ablehnte.
Am 15. Januar 2014 wechselte er schließlich zum Football-League-Championship-Verein Huddersfield Town und war somit in einem halben Jahr von der zehnten Division in die zweithöchste englische Spielklasse durchgedrungen. Die Ablösesumme für den Flügelspieler belief sich auf 360.000 €. Am 1. Februar debütierte er bei der 1:5-Niederlage gegen Leeds United in der Championship. Am letzten Spieltag der Saison 2013/14 traf er beim 4:1-Sieg gegen den FC Watford sein erstes Mal für die Terriers. In seinem ersten halben Jahr kam er in sechs Ligaspielen zum Einsatz, in denen ihm ein Tor gelang. Auch in seinem zweiten Jahr 2014/15 kam er nur unregelmäßig zum Einsatz. In seinen 17 Ligaeinsätzen, in denen er zwei Treffer erzielen konnte, kam er meist erst in der Schlussphase in die Partie
Am 25. September 2015 wechselte Joe Lolley in einem Leihgeschäft zu Scunthorpe United. Nach sechs Einsätzen und einer Vorlage kehrte er am 1. November wieder nach Huddersfield zurück. Nach seiner Rückkehr stieg er bei Huddersfield zum Stammspieler auf, dem in 32 Einsätzen vier Tore und zwei Assists gelangen. Der Aufstieg Lolleys wurde jedoch in der Folgesaison 2016/17 von einer schweren Fußverletzung gestoppt, welche ihn über vier Monate ausfallen ließ. Erst zum Jahresbeginn 2017 gab er beim 1:0-Auswärtssieg gegen Wigan Athletic sein Comeback für die Terriers. Sein einziges Saisontor erzielte er am 14. Februar beim 3:2-Auswärtssieg bei Rotherham United. Huddersfield gelang in dieser Spielzeit unter der Leitung von David Wagner der Aufstieg in die Premier League. In der Saison 2017/18 gab er erst am 16. Spieltag sein Debüt in der Premier League, als er beim 2:0-Heimsieg gegen Brighton & Hove Albion in der 87. Minute eingewechselt wurde. Bis Ende Januar kam er auf fünf weitere Einsätze, in denen ihm im Spiel gegen West Ham United auch ein Tor gelang.
Am Deadline Day der Januartransferphase 2018 wechselte Lolley zum Zweitligisten Nottingham Forest, wo er einen Viereinhalbjahresvertrag unterschrieb. Sein Debüt für seinen neuen Verein gab er am 10. Februar 2018 gegen Hull City. Sein erstes Tor erzielte er am 24. Februar beim 5:2-Auswärtssieg gegen die Queens Park Rangers, und auch im nächsten Spiel gegen Birmingham City traf er erneut. Im weiteren Saisonverlauf 2017/18 gelang ihm ein weiterer Treffer. In der darauffolgenden Saison 2018/19 wurde er zu einem essentiellen Stammspieler bei den Reds. Im Oktobermonat erzielte er drei Tore und bereitete zwei weitere vor. Beim furiosen 5:5-Unentschieden gegen Aston Villa am 28. November 2018 netzte er einmal und leistete bei den anderen vier Treffern die Vorarbeit. Die Saison schloss Lolley mit zwölf Toren und ebenso vielen Vorlagen ab. Er kam in allen 51 Pflichtspielen Forests zum Einsatz. Durch seine starken Leistungen wurde er von den Anhängern der Reds zum Spieler der Saison gewählt.
Unter dem neuen Cheftrainer Sabri Lamouchi galt er in der darauffolgenden Spielzeit 2019/20 weiterhin als bester Spieler in der Offensive der Garibaldi Reds, konnte aber seine Quote aus der Vorsaison nicht ganz erreichen. Mit der Mannschaft nahm er früh den Aufstiegskampf an und man hielt sich nahezu die gesamte Spielzeit über in den Top 6 der Tabelle. Am 1. Juli 2020 (40. Spieltag) absolvierte Lolley beim 1:0-Heimsieg gegen Bristol City sein 100. Ligaspiel für Nottingham Forest. Aufgrund einer Schwächephase zum Ende der Saison bestand am letzten Spieltag noch das Risiko aus den Play-off-Rängen zu fallen. Der Siebtplatzierte Swansea City wies vor der letzten Partie einen Punkterückstand von drei Zählern und eine schlechtere Tordifferenz auf. Mit einer 1:4-Heimniederlage gegen Stoke City wurde Nottingham Forest tatsächlich noch von den Walisern überholt, da diese ihr Spiel gegen den FC Reading mit 4:1 gewinnen konnten. In den zwei anschließenden Spielzeiten konnte Lolley nicht mehr an seine früheren Leistungen anknüpfen und kam zumeist nur noch als Einwechselspieler zum Einsatz.
Nachdem er mit Nottingham in der EFL Championship 2021/22 in die Premier League aufgestiegen war, teilte ihm Trainer Steve Cooper im Sommer 2022 mit, künftig nicht mehr mit ihm zu planen. Daraufhin wechselte Joe Lolley im August 2022 zum australischen Verein Sydney FC.

## Privates
Lolley studierte Sport und Trainingswissenschaften an der University of Central Lancashire.
Trotz seiner Vergangenheit bei Birmingham City bezeichnet sich Lolley selbst als Anhänger des Stadtrivalen Aston Villa.

## Erfolge

### Verein

#### FC Littleton
- Aufstieg in die Premier Division: 2011/12

#### Huddersfield Town
- Aufstieg in die Premier League: 2016/17

### Individuell
- EFL Championship Spieler des Monats Oktober 2018[31]